# Planococcoides rotundatus
Planococcoides rotundatus är en insektsart som först beskrevs av De Lotto 1954.  Planococcoides rotundatus ingår i släktet Planococcoides och familjen ullsköldlöss.
Artens utbredningsområde är Kenya. Inga underarter finns listade i Catalogue of Life.